# Nidalia
Nidalia is een geslacht van neteldieren uit de klasse van de Anthozoa (bloemdieren).

## Soorten
- Nidalia agariciformis (Simpson, 1910)
- Nidalia alciformis (Simpson, 1907)
- Nidalia aurantia López-González & Gili, 2008
- Nidalia borongaensis Verseveldt & Bayer, 1988
- Nidalia celosioides (Simpson, 1907)
- Nidalia deichmannae Utinomi, 1954
- Nidalia dissidens Verseveldt & Bayer, 1988
- Nidalia dofleini Kükenthal, 1906
- Nidalia duriuscula Thomson & Dean, 1931
- Nidalia expansa (Simpson, 1907)
- Nidalia grayi Thomson & Dean, 1931
- Nidalia lampas (Thomson & Mackinnon, 1910)
- Nidalia macrospina (Kükenthal, 1906)
- Nidalia occidentalis Gray, 1835
- Nidalia rubripunctata Verseveldt & Bayer, 1988
- Nidalia simpsoni (Thomson & Dean, 1931)
- Nidalia splendens Thomson & Dean, 1931
- Nidalia studeri (Koch, 1891)